# 旧松山家住宅松濤館
旧松山家住宅松濤館（きゅうまつやまけじゅうたくしょうとうかん）は、日本の兵庫県芦屋市にある歴史的建造物。建物は明治中期から後期の銀行建築とされ、2009年（平成21年）1月8日付で日本国の登録有形文化財に登録されている。
現在は芦屋市が建物を所有し、芦屋市立図書館打出分室として使用されている。図書館としての概要や現況は芦屋市立図書館#打出分室を参照のこと。

## 建築概要
東側壁面と北側壁面は花崗岩をルスティカ様式風に積みあげた重厚な外観であり、ルネサンス期のパラッツォ建築風の意匠がみられる。当初は大阪市で逸身銀行の店舗として使用されていたが、金庫商の松山與兵衛が購入して1930年（昭和5年）に武庫郡精道村へ移築され、松山家の別棟として使用された。

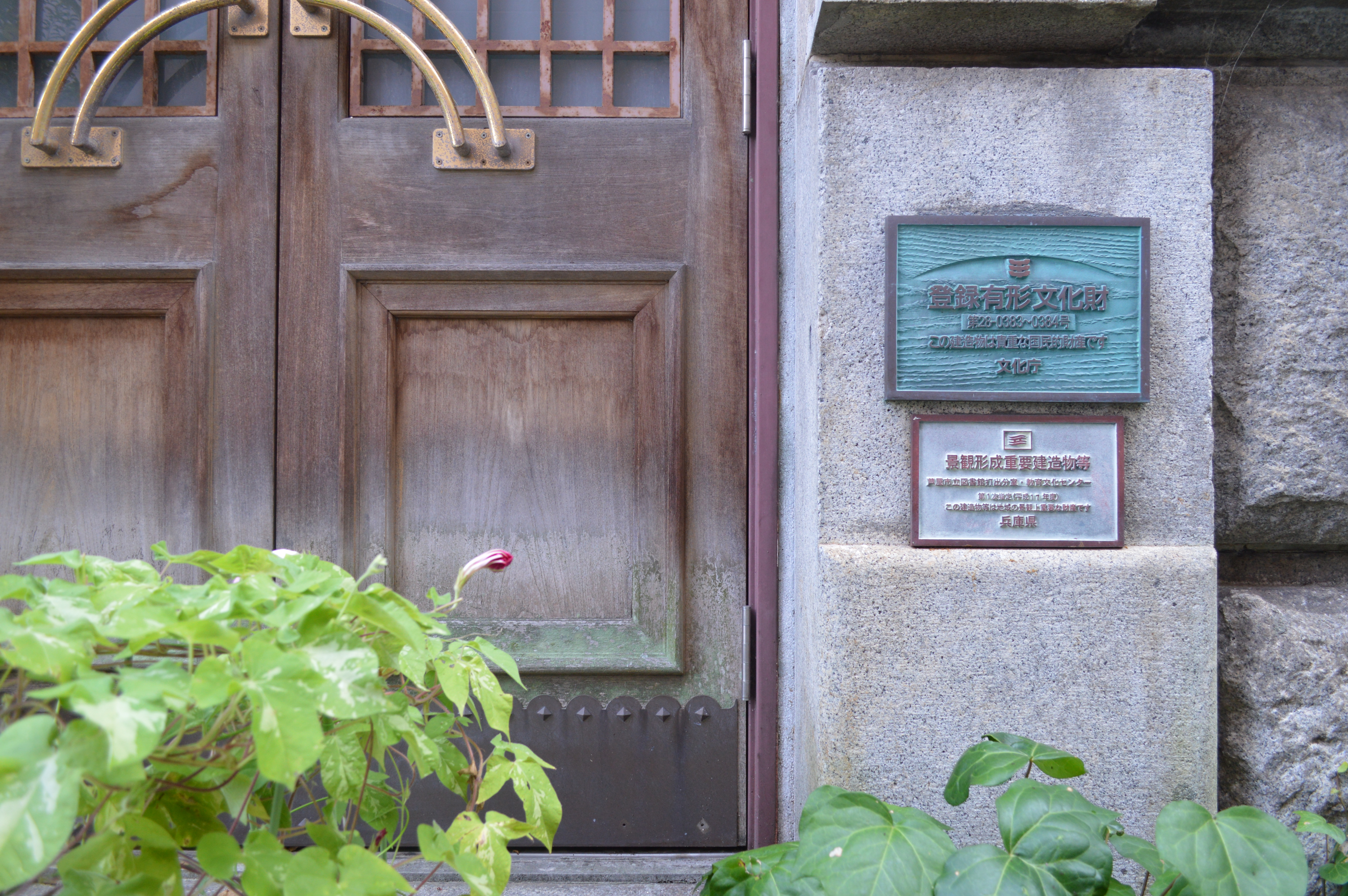
打出分室の登録有形文化財プレート

1952年（昭和27年）に芦屋市が建物を購入し、1949年（昭和24年）に芦屋仏教会館の一角を間借りする形で開館した芦屋市立図書館の本館として1954年（昭和29年）から1987年（昭和62年）まで30年余りにわたって使用される。1987年7月に図書館が伊勢町の現本館へ移転開館した後は解体・撤去される予定だったが、明治建築研究会や市民団体などから保存を求める声が上がったため解体の方針が撤回され、図書館打出分室として引き続き使用されることになった。
1990年（平成2年）12月17日、図書館打出分室として開室。1995年（平成7年）1月17日の阪神・淡路大震災では、通用門が倒壊している。2009年1月8日付で「旧松山家住宅松濤館」の名称で登録有形文化財に登録された。

## 文学作品中の登場
小説家の村上春樹は少年時代を芦屋市で過ごしたことがあり、この建物が図書館本館だった頃によく利用したという。村上の小説『風の歌を聴け』（1979年）に登場する「古い図書館」のモデルになった建物は当館とされている。
小説家の小川洋子は2002年から芦屋市に暮らしていた。谷崎潤一郎賞受賞作『ミーナの行進』（2006年）には打出分室を登場させており、「蔓草が壁面を這い、古めかしい両開きの扉には中国風の飾りがはめ込まれていた」と描写している。